# Jean-Marc Bacquin
Jean-Marc Bacquin (Bois-Colombes, 20 de febrero de 1964) es un deportista francés que compitió en esquí acrobático, especialista en la prueba de salto aéreo.
Ganó dos medallas de bronce en el Campeonato Mundial de Esquí Acrobático, en los años 1986 y 1993.

## Medallero internacional
| Campeonato Mundial | Campeonato Mundial   | Campeonato Mundial | Campeonato Mundial |
| Año                | Lugar                | Medalla            | Competición        |
| ------------------ | -------------------- | ------------------ | ------------------ |
| 1986               | Tignes (Francia)     | Medalla de bronce  | Salto aéreo        |
| 1993               | Altenmarkt (Austria) | Medalla de bronce  | Salto aéreo        |